# 北京师范大学珠海分校法律与行政学院
北京师范大学珠海分校法律与行政学院是北京师范大学珠海分校的下属学院，前身为北京师范大学珠海校区法律与行政学院，创立于2003年，现任院长为于风政教授。创立时是珠海市高校中唯一成院建制的法学院，现在已发展成为珠海市高校中规模最大、人数最多的法学院。
学院现设有4个系，6个教研室，1个研究所。现有约1500名在校注册学生，全部皆为本科生。

## 院史
学院成立于2003年，初名北京师范大学珠海校区法律与行政学院，并在当年以此名义对外招生。当时学院设有“法学”及“行政管理”两个专业，并分别根据赵中孚教授（学院名誉院长）和王乐夫教授（学院行政管理专业首席教授）的建议具化为“法学（民商法方向）”及“行政管理（政治学方向）”。同年9月迎来了第一届学生。
2004年，北京师范大学珠海校区按照中国教育部有关规定更名为北京师范大学珠海分校。 学院也因此更名为北京师范大学珠海分校法律与行政学院。
2004年学院斥资100万元人民币，于校图书馆内兴建了院属专门图书资料室，首批馆藏图书4千余册，建成之时是珠海地区唯一一个法律与行政专业资料室。
2005年学院斥资400万元人民币，修建了一所面积达240平方米，配有150余个座位的模拟法庭，是当时珠海地区高校中唯一一个模拟法庭建筑，亦是广东省内占地面积最大的高校模拟法庭建筑。
2007年学院迎来首届354名毕业生，当中获得学士学位者350名，是年有31人考取各级公务员，有23人考取国内各高校研究生，有25人考取境外及港澳地区高校研究生，但仅有7人通过全国统一司法考试。院方对首届毕业生的表现满意，并将此成就的取得归益于学院师生敢于批判、敢于质疑的风气以及对独立思想和自由精神的倡导。特别重视、爱护、培养学生的独立精神、独立思考、怀疑精神、批判精神、创新精神。对有志向、爱读书、有思想但特立独行、不守常规、缺点和“毛病”比较突出的学生，院方提倡教师要关心、容忍、保护、指导、鼓励，以期借此树立学院“独立自由，兼容并包”的学风。
2009年学院获批准开设“社会学（社会工作）”专业，并新增“法学（英美法方向）”。学院由此调整了系所设置，分别开设法律系、行政管理系、社会学系、英美法系等四个学系，下辖法学理论与公法教研室、民商法与经济法教研室、刑法与诉讼法教研室、英美法与国际法教研室、行政管理教研室、社会工作教研室等六个教研室。
2009年4月学院成立教授会，实行“教授治院，院长负责”的行政管理机制。是年5月学院获诊所法律教育专业委员会接纳为第97位单位委员，正式开设法律诊所课程。同月学院尝试首次以内阁制直选学生会执行机构，并完全由学生组成选举委员会组织是届选举，选举在最初阶段由于缺乏经验而存在一些瑕疵，时任院长的于风政教授果断决定必须严格遵守法治精神组织该次选举，从而达到“在民主的校园生活中学习民主”之目的。
2013年7月因为被指耗资过大而无法取得预期的办学效果，英美法方向被撤销，原有的英美法系亦被裁撤，在裁撤前，英美法方向一共收录了四届共计约150名学生。

## 管理机构

### 现任管理团队
院长
- 于风政教授

| 副院长 - 肖杰教授 - 胡雪梅副教授 | 系主任 - 刘英俊副教授：法律系（兼） - 肖杰教授：行政管理系主任 - 范时杰副教授：社会学系主任 | 教研室主任 - 李宝军副教授：法学理论与公法教研室（兼） - 刘志先生：民商法与经济法教研室 - 刘世强博士：刑法与诉讼法教研室 - 钱正荣博士：行政管理教研室 - 杨志伟：社会工作教研室（代） |

### 行政机构
| - 教务办公室 | - 学务办公室 | - 总务办公室 | - 图书资料室 |

### 历任领导
| 历任名誉院长 - 赵中孚教授：2003年至今 | 历任院长 - 于风政教授：2003年至今 | 历任教授会主任 - 郭齐家教授：2011年至2014年2月 - 白非教授：2014年2月至今 |

## 教研单位

### 学系设置
| 学系名称           | 下设教研室                                                    | 负责人       | 成立时间                   | 备注                                                                    |
| ------------------ | ------------------------------------------------------------- | ------------ | -------------------------- | ----------------------------------------------------------------------- |
| 法律系             | 法学理论与公法教研室 民商法与经济法教研室 刑法与诉讼法教研室  | 刘英俊副教授 | 2009年4月                  |                                                                         |
| 英美法系（已撤销） | 英美法教研室 海商法教研室 国际法教研室                        | 胡雪梅副教授 | 2009年4月（2013年7月撤销） | 2013年因办学成本过高，收益未如预期而停办，共培养四届总计150余名毕业生。 |
| 社会学系           | 社会工作教研室 社会学教研室（筹）                             | 范时杰博士   | 2009年4月                  |                                                                         |
| 行政管理系         | 行政管理教研室 政治科学教研室 政治学理论教研室 公共关系教研室 | 肖杰教授     | 2004年4月                  |                                                                         |

### 研究机构
| - 珠三角公共政策研究中心 - 社区治理指导中心 - 法律职业研究中心 | - 中国经济特区立法研究所 |

### 其他教研单位
| - 学生职业发展中心 | - 中国公务员培训中心 - 法律诊所教育研究与发展中心 - 京师社会工作中心 - 法律援助工作站 | - 司法考试研究与培训中心（筹） |

## 学生团体
| - 学生事务委员会 - 学生会 - 代表会 - 干事会 - 学生团体联席会议 | - 社会工作协会 - 青年法学社 - 青年政治学会 | - 法律援助协会 - 学生职业发展协会 - 青年志愿者协会 - 燧扬杂志社 - 社会工作协会 | - 辩论社 - 法政艺术团 - 羽毛球队 - 拉拉队 - 乒乓球队 - 篮球队 - 足球队 |

## 知名人物

### 任教学者
| - 赵中孚 - 龙斯荣 - 邵津 - 陈学会 - 林猛 - 吕国民 - 何庆仁 - 郭齐家 | - 张月娇 - 晁福林 - 刘云德 - 王加斌 - 齐晔 - 朱健刚 - 周盛盈 - 张文京 - 吴志雄 | - 王乐夫 - 龙翼飞 - Lowell Dittmer - Gerald Brown | - 袁伟时 - 张思之 - 张鸣 - 徐庆泉 - 毛桂荣 - 陈健民 - 斋藤道彦 - 贺卫方 - 赵秉志 - 秦晖 - 李昌平 |

### 毕业校友
- 黄婷愉[52] （1985年8月－2014年2月）：女，广东信宜人，05级别法学本科生。广东省中山市检察院助理检察员，工作期间参与承办了一系列重大疑难复杂案件，如在全国具有重大影响的茂名市原市委书记罗荫国职务犯罪系列专案等等。两次荣立个人三等功、一次受到嘉奖。2012年8月，确诊罹患肺癌，却隐瞒病情加班一个多月，将手中所有案件全部办理完毕后才住院接受治疗，并于2013年9月在《中国检察日报》社发起的“寻找最美检察官”活动中被推选为广东省的三名候选人之一。后于2014年2月因病不幸离世，院长于风政教授亲自撰文悼念[53]。

## 大型活动
- 2008年12月，第四届中国青年律师论坛[54]
- 2007年5月，全国高校国际政治研究会第五届年会[55]
- 2005年10月，“中国三农问题论坛”[56]
- 2004年6月，中美联合公务员国际化专业培训座谈会[57]

## 合作院校
| 学校名称                            | 所在地区 | 合作机构 | 合作内容 | 备注                                                   |
| 杜兰大学 法学院                     | 美国     | 学院     | 双方共建“3+1”LLM项目， 杜兰大学法学院同意按照当年学费30%的标准向被录取的项目学生提供奖学金。                        |                                                        |
| 静宜大学 社会工作与儿童少年福利学系 | 台湾     | 学系     | 台方与我社会学系结成姐妹学系，两系共同举办我院社会工作专业， 每年选派部分学生到静宜大学社工系交换学习、教师互派进修 |                                                        |
| 波特兰州立大学 城市与公共事务学院   | 美国     | 学院     | 双方结成“姊妹学院”，互派交换生， 共建“中国公务员培训中心”。                                                         |                                                        |
| 邦德大学 法学院                     | 澳大利亚 | 学院     | 双方互访，选派毕业生至邦德大学修读研究生， 选派青年教师赴澳洲学习交流。                                             | 项目无后续报道，未见落实。                             |
| 香港中文大学 中国研究服务中心       | 香港     | 学院     | 双方互访 | 港方积极为我方引介学界名流到校进行讲座，合作进展顺利。 |